# Elena Piskun
Elena Piskun, (Minsk, 1 de fevereiro de 1979) é uma ex-ginasta bielorrussa que competiu em provas de ginástica artística.
Elena fez parte da equipe bielorrussa que disputou os Jogos Olímpicos de Atlanta, em 1996. Neles, qualificou-se para duas finais: na prova coletiva, encerrou na sexta colocação, em prova vencida pelas norte-americanas; na competição geral individual, somou 38,649 pontos, e atingiu a 12ª colocação; a ucraniana Lilia Podkopayeva, fora a campeã do aparelho.